# Jan Jacobs

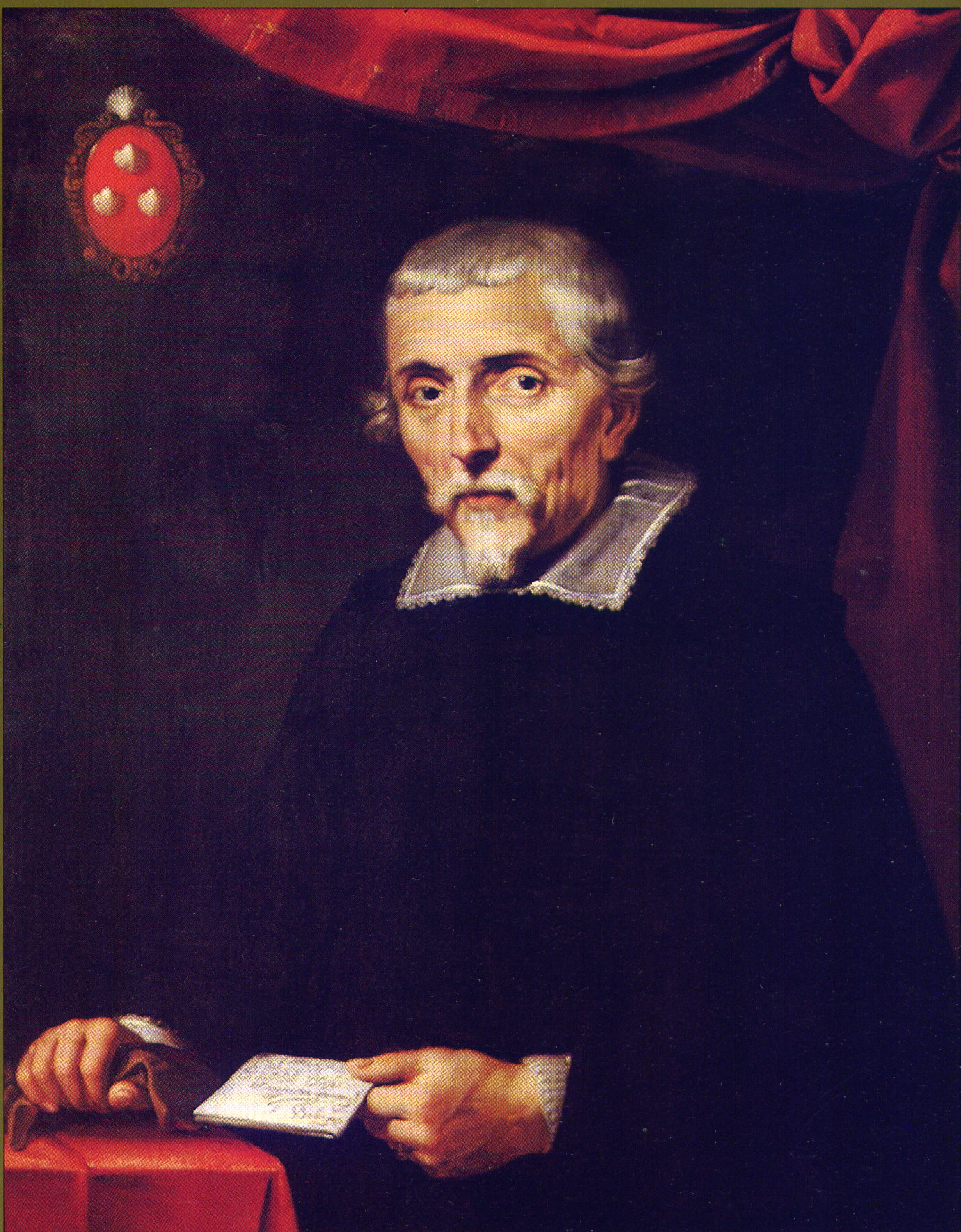
De Brusselse goudsmid Jan Jacobs, stichter van het Collegium Belgarum te Bologna, schilderij door Guido Reni

Jan Jacobs (Brussel, parochie Kapellekerk, 31 maart 1575 - Bologna, 12 september 1650) was een Brusselse goudsmid; de zoon van Jan Jacobs en Elisabeth van Oosten.
Hij heeft in Bologna de stichting Jan Jacobs in het leven geroepen. Dit Collegium Belgarum of Collegio dei Fiamminghi is sinds 1651 actief, zij het bijzonder discreet.

## Stichting Jan Jacobs
Deze stichting is eigenaar van een paleis te Bologna (Via Guerrazzi 20) en vroeger ook van een villa op het platteland, "Il Palazzino", waar geselecteerde studenten, ver van het geraas van de wereld verwijderd, hun studies konden voorbereiden.
Op dit ogenblik biedt de Stichting Jan Jacobs jaarlijks beurzen aan studenten of onderzoekers van de Franse Gemeenschap, van de Vlaamse Gemeenschap en de stad Utrecht, voor een periode van tien maanden om hun post-graduate studie voort te kunnen zetten.

## Lijst van de studenten van de Stichting Jan Jacobs
We geven hier de lijst van de studenten met hun ingangsdatum (van de laatste jaren blijven hun namen vertrouwelijk). Onderstaande lijst kan getoetst worden aan de resoluties van het Ambacht van de Goud- en Zilversmeden, bewaard in het rijksarchief van Brussel.
1. 1651: Jan-Baptist van Kerrenbroeck
2. 1651: Jan [van] Papenbroeck
3. 1651: Peeter van den Bossche
4. 1651: Michiel de Roovere
5. 1652: Jan-Baptist van Goerten
6. 1652: Geraert de Weerde
7. 1654: Hector Samlet
8. 1655: Ignatius Botermans
9. 1655: Jan Teambre
10. 1656: Franchois Henze
11. 1658: Guilliam Seghers
12. 1658: Jacques Stubbeleer
13. 1661: Franchois de Fraye
14. 1661: Jean-Pierre Juvet
15. 1662: Nicolaes Philips de Plecker
16. 1667: François de Cascales
17. 1667: Ignace de Ghisys
18. 1667: Elie van der Placker(?)
19. 1672: Franchois Antoon Sophie
20. 1672: Marc de Bondt
21. 1672: Jan F. Staes
22. 1672: Daniel Beydaels[3]
23. 1677: Joannes Stephanus Mattens
24. 1677: Albert Tel
25. 1677: Antoine Jacob de Daniel
26. 1682: Peeter Bonaventuur van Veen
27. 1682: Jan Ernest van Veen
28. 1682: Charles Beaufort
29. 1682: Jacques van der Plancken
30. 1688: Pierre Sermet
31. 1688: Pierre F. Cole
32. 1688: François Auguste de Lens
33. 1688: Jan F. van den Bossche
34. 1688: Jan Seghers
35. 1688: Melchior J. Cortens
36. 1695: Guilliam F. Cortens
37. 1695: Théobald Godloret
38. 1695: Gui B. Raugemont
39. 1695: Josephus van den Houten
40. 1695: Jean-Joseph Charles
41. 1695: Peeter Gaspard Stubbeleer
42. 1701: Joos Bosmans
43. 1701: Peeter Thodoor van Santvoordt
44. 1701: Philips Antoon de Bruyn
45. 1708: Jan Franchois de Fraye
46. 1708: Charles Ernest Tourlaut
47. 1708: Jean-Baptiste Verspilt
48. 1708: Andreas Cortyn
49. 1714: Daniel Joseph van Halewijck
50. 1714: Peeter van der Sanden
51. 1714: Geeraert Peeter van Veen
52. 1714: François Albert Ficquaer
53. 1719: Laurent-Joseph Baudier
54. 1719: Jan-Baptist t'Serstevens
55. 1719: Jan Franchois Servaes
56. 1719: Cornelius Ignatius Dymans
57. 1725: kanunnik Martin van Assche
58. 1725: Michiel Parijs
59. 1725: Jan Alexander Stevens
60. 1725: Jan Peeter Janssens
61. 1732: Peeter van den Kerkhoven
62. 1732: Robert Bacle
63. 1732: N. de Maree
64. 1732: N. Leemans
65. 1737: Christophel Joseph van Eesbeecke
66. 1737: Carolus Josephus Francken
67. 1737: Cornelis t'Kint (Kindt?)
68. 1737: Hubert Risack
69. 1744: Carolus Donckens
70. 1744: Peeter Ansens
71. 1744: Henricus Thomas Sarton
72. 1744: Franchois Collignon
73. 1750: Joseph de Melin
74. 1750: Judocus de Windt
75. 1750: Ferdinand Mathieu Ringler
76. 1750: Geeraert Joseph van de Winne
77. 1756: Pierre Reuss
78. 1756: Charles Alexandre de Vignes
79. 1756: Boniface Auguste Eervenne
80. 1756: Henri Charles de Locquenghien
81. 1761: Charles Joseph Baugniet
82. 1761: Erasmus Josephus Cooremans
83. 1761: Franchois Joseph Saelden
84. 1761: Jacques Cooremans
85. 1765: Jean-Joseph Risack
86. 1767: Charles de Liagre
87. 1767: Franciscus de Roover
88. 1767: Thomas van der Motten
89. 1767: Nicolas Cools
90. 1773: Josephus van Gameren
91. 1773: Franciscus Joseph de Sadeleer
92. 1773: Jan Baptist Eenens
93. 1773: Fernand Cremmens
94. 1778: Fernand Charles del Marmol
95. 1778: Gabriel Joseph Sivesvart
96. 1778: Philippe Gilles van Gestel
97. 1778: Jacques Joseph Joubert
98. 1783: François-Joseph Tiberghien
99. 1783: Guillaume Jean Temois
100. 1783: Jacques-Albert Gambier
101. 1783: Peeter Joseph van der Linden
102. 1787: Henri Aimé van Bellingen de Crampagner
103. 1787: François-Louis Branteghem
104. 1787: Henri Alexis Dept
105. 1787: Charles François Charlier
106. 1787: Peeter Jacques Olbrechts
107. 1792: Gillis August Strens
108. 1792: Charles Emmanuel Passenbroder
109. 1792: Jan Raphaël de Cock
110. 1815: Isidore Plaisant
111. 1926: Léo Moulin

Het College was zeer actief tot in 1796, maar daarna volgden er lange periodes van inactiviteit. In 1796 viel Napoleon Bologna binnen en werd het College meteen op non-actief gezet. Het College werd niet geconfisqueerd (wat het lot was van vele andere colleges voor buitenlandse studenten) en kon zijn activiteiten hervatten in 1807, op voorwaarde dat de clausule dat alle studenten van het katholiek geloof moesten zijn, uit het reglement werd geschrapt.
Het College bleef niet gespaard van tragedies: op 29 januari 1944 viel een bom op het zestiende-eeuwse paleis. Na het einde van de Tweede Wereldoorlog begon men aan de heropbouw. Het College ontvangt sinds omstreeks 1980 opnieuw studenten.

## Eerbetoon
Het Jan Jacobsplein in Brussel draagt zijn naam.